# Europa (Album)
Europa ist der Titel des 1983 veröffentlichten vierten Studioalbums der deutschen Rockband Extrabreit. Es war das erste Album der Gruppe, das neben deutschsprachigen auch englischsprachige Texte enthielt.

## Hintergrund
Die Band hatte 1982 das Album Rückkehr der phantastischen 5! veröffentlicht, das, ebenso wie die anschließende Tournee, nicht den kommerziellen Erfolg brachte, der mit der Veröffentlichung erwartet worden war. Für die Tournee hatte die Band erstmals mit 2 Bildwänden links und rechts der Bühne gearbeitet. Am Ende spielte sie dennoch vor „halbleeren Hallen“.
Im Sommer 1983 verließen Gitarrist Ulrich Ruhwedel und Schlagzeuger Rolf Möller die Gruppe und wurden ausbezahlt. Die verbliebenen Mitglieder Kai Havaii, Stefan Kleinkrieg und Wolfgang Jäger beschlossen, die musikalische Ausrichtung der Gruppe zu ändern und verstärkt auf elektronische Elemente wie Synthesizer und Drumcomputer zu setzen. Außerdem wich die Band davon ab, nur deutschsprachige Texte für ihre Lieder zu schreiben, und nahm nun auch englischsprachige Texte ins Repertoire auf.
Für die Produktion wurde Kit Woolven verpflichtet, der vorher vor allem Thin Lizzy bzw. Phil Lynott gearbeitet hatte. Außerdem beteiligte sich Frank Becking an der Produktion, die ansonsten von den Bandmitgliedern übernommen wurde.
Von den neun Liedern, die auf dem Album veröffentlicht wurden, hatten fünf englische Texte, vier waren in Deutsch. Das Lied Virginia Plain war eine Coverversion des von Bryan Ferry geschriebenen und 1972 veröffentlichten Liedes von Roxy Music.
Als einzige Single wurde das Lied Learning Deutsch ausgekoppelt, als B-Seite diente Das Tier in Dir. Die ebenfalls veröffentlichte Maxisingle des Liedes enthielt je eine Dub-Version von Learning Deutsch und Nach Mitternacht.
Europa erschien ursprünglich ausschließlich auf Schallplatte. Das von William Wegman fotografierte  Cover des Albums zeigte vor einem schwarzen Hintergrund einen jungen schwarzen Weimaraner, der seine verbundene rechte Pfote leicht angezogen hatte. Neben dem Hund lag eine zerbrochene Vase, in der sich rote Tulpen befunden hatten. Der Bandname und der Albumtitel befanden sich am oberen Rand der Plattenhülle und waren erhaben ausgeführt. Das Etikett der Schallplatte war nicht, wie allgemein üblich, aufgeklebt, sondern direkt auf das Vinyl gedruckt.
Dem Album lag ein Textblatt bei, auf dessen Rückseite für die im Dezember 1983 veröffentlichte Videokassette Die Wahrheit über Extrabreit geworben wurde. Käufer des Albums erhielten die Möglichkeit, das Video zum Subskriptionspreis von 98,– D–Mark (entsprach im Jahr 2020 inflationsbereinigt € 97,61) vorzubestellen, das in den Wiedergabeformaten Betamax, Video 2000 und VHS angeboten wurde.
1990 wurde Europa erneut veröffentlicht, diesmal jedoch auf CD.

## Titelliste
| Nr. | Titel                            | Autor(en)                                     | Länge |
| --- | -------------------------------- | --------------------------------------------- | ----- |
| 1.  | Nach Mitternacht                 | Kai Havaii, Wolfgang Jäger, Stefan Kleinkrieg | 3:37  |
| 2.  | Learning Deutsch                 | Havaii, Jäger, Kleinkrieg                     | 3:33  |
| 3.  | Wollt Ihr Euern Sohn noch retten | Havaii, Jäger, Kleinkrieg                     | 3:10  |
| 4.  | Gangster                         | Havaii, Jäger, Kleinkrieg                     | 4:13  |
| 5.  | Virginia Plain                   | Bryan Ferry                                   | 2:58  |
| 6.  | Europe                           | Havaii, Jäger, Kleinkrieg                     | 4:10  |
| 7.  | Want a Cigar, Miss Kinski?       | Havaii, Jäger, Kleinkrieg                     | 4:51  |
| 8.  | Das Tier in Dir                  | Havaii, Jäger, Kleinkrieg                     | 3:11  |
| 9.  | Macho Woman                      | Havaii, Jäger, Kleinkrieg                     | 2:58  |

## Rezeption
Willi Andresen vergab im Musikexpress vier von sechs möglichen Punkten und meinte, die „Herren aus Hagen“ kehrten „auf die Bildfläche zurück – älter, reifer, auf ein Trio reduziert und früher als erwartet“. Die „Klausur“ habe „Früchte getragen“. „Besonders auf textlichem Gebiet“ hätte die Gruppe „sich mächtig ins Zeug gelegt“, die Feder von Extrabreit sei „spitz und scharf“. Man habe „dem realen Umfeld mehr Augenmerk“ gegönnt. „Umwelt–Probleme und Schießbuden–Politik“ stünden „auf der neuen Themenliste“. Es sei klar, dass „man bei diesen Europa–Gedanken nicht in neu–deutscher Sprache“ philosophiere, englisch sei wieder angesagt. Musikalisch dagegen gehe es weiter, wo man ausgestiegen sei: Das Album böte „schnörkellosen Rock und Roll,“ es schlichen sich „einzelne Synthy–Schwaden“ ein, die Drums klängen „hin und wieder nach Linn“ (einem frühen programmierbaren Drumcomputer) – und „der gute alte Kleinkrieg“ tobe weiter.